# Commonwealth Games 1998/Badminton (Mixed)
Folgend die Ergebnisse und Platzierungen bei den Commonwealth Games 1998 im Mixed im Badminton:

## Ergebnisse

### 1. Runde
- Gavin Polmans / Monique Ric-Hansen –  Ryan Fong / Liakimoui Mapa: 15-2, 15-4
- Stephan Beeharry / Marie-Josephe Jean-Pierre –  David Bamford / Kellie Lucas: 9-15, 17-16, 17-14
- Markose Bristow / Archana Deodhar –  Anton Gargiulo / Nicole Gordon: 15-8, 15-3
- Dean Galt / Tammy Jenkins –  Burty Molia / Kam Boi Joe: 15-4, 15-2
- Roy Paul jr. / Terry Leyow –  Geenesh Dussain / Vandanah Seesurun: 15-7, 16-13
- Andre Stewart / Nigella Saunders –  Filivai Molia / Felicitas Matlane Cheer: 15-8, 15-2
- Graham Henderson / Jayne Plunkett –  David Gilmour / Fiona Sneddon: 15-9, 15-13
- Andrew Groves-Burke / Robin Ashworth –  Sheldon Caldeira / Jenelle Cudjoe: 15-1, 15-3
- Stuart Arthur / Cindy Arthur –  Bradley Graham / Alya Lewis: 15-7, 15-0
- Denis Constantin / Anusha Dajee –  Roger Ghee Lung Fong / Geraldine Agnes Yee: 15-4, 15-8
- Vincent Lobo / Madhumita Bisht –  Mark Leadbeater / Sarah Le Moigne: 15-4, 15-5
- Darryl Yung / Robbyn Hermitage –  Daron Dasent / Sabrina Cassie: 15-1, 15-5
- Darren Le Tisser / Sally Wood –  Subhash Janaka de Silva / Inoka Rohini de Silva: 15-5, 11-15, 17-14
- Nathan Robertson / Joanne Davies –  Choong Tan Fook / Lim Pek Siah: 15-9, 9-15, 15-7
- Murray Hocking / Amanda Hardy –  Charles Pyne / Shackerah Cupidon: 15-1, 15-2
- Bryan Moody / Milaine Cloutier –  Thushara Edirisinghe / Chandrika de Silva: 15-8, 15-7
- Wong Choong Hann / Chor Hooi Yee –  Julian Robertson / Sara Sankey: 15-13, 15-4
- Geoffrey Bellingham / Rebecca Gordon –  Anil Seepaul / Zeudi Mack: 15-6, 15-4
- Yap Kim Hock / Law Pei Pei –  Palinda Halangoda / K. Nilmini Lanka Geeganage: 15-1, 15-0
- Alastair Gatt / Kirsteen McEwan –  Michael Adams / Meagan Heale: 15-1, 15-8
- Cheah Soon Kit / Joanne Quay –  Manjula Fernando / Dilhani de Silva: 15-2, 15-1
- Russell Hogg / Alexis Blanchflower –  Jaseel P. Ismail / Deepthi Chapala: 15-6, 15-8

### 2. Runde
- Dean Galt / Tammy Jenkins –  Yap Kim Hock / Law Pei Pei: 15-12, 15-11
- Chris Hunt / Donna Kellogg –  Bruce Topping / Claire Henderson: 15-4, 15-4
- Mark Nichols / Kate Wilson-Smith –  Roy Paul jr. / Terry Leyow: 15-5, 15-4
- Nathan Robertson / Joanne Davies –  Anton Kriel / Michelle Edwards: 15-2, 15-1
- Iain Sydie / Denyse Julien –  Darren Le Tissier / Sally Wood: 15-3, 15-1
- Peter Blackburn / Rhonda Cator –  Alastair Gatt / Kirsteen McEwan: 15-9, 15-11
- Geoffrey Bellingham / Rebecca Gordon –  Denis Constantin / Anusha Dajee: 15-12, 15-0
- Wong Choong Hann / Chor Hooi Yee –  Andrew Groves-Burke / Robin Ashworth: 15-2, 15-4
- Markose Bristow / Archana Deodhar –  Andre Stewart / Nigella Saunders: 17-16, 15-6
- Daniel Shirley / Sheree Jefferson –  Stuart Arthur / Cindy Arthur: 15-12, 15-2
- Darryl Yung / Robbyn Hermitage –  Russell Hogg / Alexis Blanchflower: 15-1, 15-11
- Simon Archer / Joanne Goode –  Darron Charles / Beverly Tang Choon: 15-2, 15-2
- Cheah Soon Kit / Joanne Quay –  Gavin Polmans / Monique Ric-Hansen: w.o.
- Bryan Moody / Milaine Cloutier –  Vincent Lobo / Madhumita Bisht: 15-13, 8-15, 15-5
- Murray Hocking / Amanda Hardy – Henderson/Plunkett oder Middlemiss/Middlemiss
- Stephan Beeharry / Marie-Josephe Jean-Pierre – Henderson/Plunkett oder Middlemiss/Middlemiss

### Achtelfinale
- Dean Galt / Tammy Jenkins –  Mark Nichols / Kate Wilson-Smith: 15-10, 15-0
- Murray Hocking / Amanda Hardy –  Geoffrey Bellingham / Rebecca Gordon: 15-2, 15-3
- Chris Hunt / Donna Kellogg –  Darryl Yung / Robbyn Hermitage: w.o.
- Daniel Shirley / Sheree Jefferson –  Stephan Beeharry / Marie-Josephe Jean-Pierre: 15-2, 15-4
- Nathan Robertson / Joanne Davies –  Bryan Moody / Milaine Cloutier: 15-2, 15-2
- Simon Archer / Joanne Goode –  Cheah Soon Kit / Joanne Quay: 15-5, 15-7
- Peter Blackburn / Rhonda Cator –  Markose Bristow / Archana Deodhar: 15-4, 15-7
- Wong Choong Hann / Chor Hooi Yee –  Iain Sydie / Denyse Julien: 15-7, 15-11

### Endrunde
|  | Viertelfinale | Viertelfinale                   | Viertelfinale                  | Viertelfinale | Viertelfinale                  |    |    | Halbfinale                | Halbfinale | Halbfinale | Halbfinale | Halbfinale |  |  | Finale | Finale | Finale | Finale | Finale |
|  |               |                                 |                                |               |                                |    |    |                           |            |            |            |            |  |  |        |        |        |        |        |
|  |               | Simon Archer Joanne Goode       | 15                             | 15            |                                |    |    |                           |            |            |            |            |  |  |        |        |        |        |        |
|  |               | Daniel Shirley Sheree Jefferson | 5                              | 6             |                                |    |    |                           |            |            |            |            |  |  |        |        |        |        |        |
|  |               | Daniel Shirley Sheree Jefferson | 5                              | 6             | Simon Archer Joanne Goode      | 15 | 15 |                           |            |            |            |            |  |  |        |        |        |        |        |
|  |               |                                 |                                |               |                                | 15 | 15 |                           |            |            |            |            |  |  |        |        |        |        |        |
|  |               |                                 | Peter Blackburn Rhonda Cator   | 10            | 4                              |    |    |                           |            |            |            |            |  |  |        |        |        |        |        |
|  |               | Peter Blackburn Rhonda Cator    | Peter Blackburn Rhonda Cator   | 10            | 4                              | 15 | 1  | 15                        |            |            |            |            |  |  |        |        |        |        |        |
|  |               |                                 |                                |               |                                | 15 | 1  | 15                        |            |            |            |            |  |  |        |        |        |        |        |
|  |               | Wong Choong Hann Chor Hooi Yee  | 13                             | 15            | 7                              |    |    |                           |            |            |            |            |  |  |        |        |        |        |        |
|  |               |                                 |                                |               |                                |    |    | Simon Archer Joanne Goode | 15         | 15         |            |            |  |  |        |        |        |        |        |
|  |               |                                 | Nathan Robertson Joanne Davies | 2             | 5                              |    |    |                           |            |            |            |            |  |  |        |        |        |        |        |
|  |               | Nathan Robertson Joanne Davies  | 15                             | 15            |                                |    |    |                           |            |            |            |            |  |  |        |        |        |        |        |
|  |               | Murray Hocking Amanda Hardy     | 6                              | 6             |                                |    |    |                           |            |            |            |            |  |  |        |        |        |        |        |
|  |               | Murray Hocking Amanda Hardy     | 6                              | 6             | Nathan Robertson Joanne Davies | 7  | 17 | 17                        |            |            |            |            |  |  |        |        |        |        |        |
|  |               |                                 |                                |               |                                | 7  | 17 | 17                        |            |            |            |            |  |  |        |        |        |        |        |
|  |               |                                 | Chris Hunt Donna Kellogg       | 15            | 15                             | 14 |    |                           |            |            |            |            |  |  |        |        |        |        |        |
|  |               | Chris Hunt Donna Kellogg        | Chris Hunt Donna Kellogg       | 15            | 15                             | 14 | 15 | 15                        |            |            |            |            |  |  |        |        |        |        |        |
|  |               |                                 |                                |               |                                |    | 15 | 15                        |            |            |            |            |  |  |        |        |        |        |        |
|  |               | Dean Galt Tammy Jenkins         | 3                              | 2             |                                |    |    |                           |            |            |            |            |  |  |        |        |        |        |        |

## Endstand
- 1.  Simon Archer / Joanne Goode
- 2.  Nathan Robertson / Joanne Davies
- 3.  Chris Hunt / Donna Kellogg
- 3.  Peter Blackburn / Rhonda Cator
- 5.  Dean Galt / Tammy Jenkins
- 5.  Murray Hocking / Amanda Hardy
- 5.  Daniel Shirley / Sheree Jefferson
- 5.  Wong Choong Hann / Chor Hooi Yee
- 9.  Mark Nichols / Kate Wilson-Smith
- 9.  Geoffrey Bellingham / Rebecca Gordon
- 9.  Darryl Yung / Robbyn Hermitage
- 9.  Stephan Beeharry / Marie-Josephe Jean-Pierre
- 9.  Bryan Moody / Milaine Cloutier
- 9.  Cheah Soon Kit / Joanne Quay
- 9.  Markose Bristow / Archana Deodhar
- 9.  Iain Sydie / Denyse Julien
- 17.  Yap Kim Hock / Law Pei Pei
- 17.  Bruce Topping / Claire Henderson
- 17.  Roy Paul jr. / Terry Leyow
- 17.  Anton Kriel / Michelle Edwards
- 17.  Darren Le Tissier / Sally Wood
- 17.  Alastair Gatt / Kirsteen McEwan
- 17.  Denis Constantin / Anusha Dajee
- 17.  Andrew Groves-Burke / Robin Ashworth
- 17.  Andre Stewart / Nigella Saunders
- 17.  Stuart Arthur / Cindy Arthur
- 17.  Russell Hogg / Alexis Blanchflower
- 17.  Darron Charles / Beverly Tang Choon
- 17.  Gavin Polmans / Monique Ric-Hansen
- 17.  Vincent Lobo / Madhumita Bisht
- 17.  Graham Henderson / Jayne Plunkett
- 17.  Kenny Middlemiss / Elinor Middlemiss
- 33.  Ryan Fong / Liakimoui Mapa
- 33.  David Bamford / Kellie Lucas
- 33.  Anton Gargiulo / Nicole Gordon
- 33.  Burty Molia / Kam Boi Joe
- 33.  Geenesh Dussain / Vandanah Seesurun
- 33.  Filivai Molia / Felicitas Matlane Cheer
- 33.  David Gilmour / Fiona Sneddon
- 33.  Sheldon Caldeira / Jenelle Cudjoe
- 33.  Bradley Graham / Alya Lewis
- 33.  Roger Ghee Lung Fong / Geraldine Agnes Yee
- 33.  Mark Leadbeater / Sarah Le Moigne
- 33.  Daron Dasent / Sabrina Cassie
- 33.  Subhash Janaka de Silva / Inoka Rohini de Silva
- 33.  Choong Tan Fook / Lim Pek Siah
- 33.  Charles Pyne / Shackerah Cupidon
- 33.  Thushara Edirisinghe / Chandrika de Silva
- 33.  Julian Robertson / Sara Sankey
- 33.  Anil Seepaul / Zeudi Mack
- 33.  Palinda Halangoda / K. Nilmini Lanka Geeganage
- 33.  Michael Adams / Meagan Heale
- 33.  Manjula Fernando / Dilhani de Silva
- 33.  Jaseel P. Ismail / Deepthi Chapala